# Pło szalejowe
Pło szalejowe, szuwar szaleju jadowitego i turzycy nibyciborowatej, zespół szaleju jadowitego i turzycy nibyciborowatej, pło turzycowo-szalejowe (Cicuto-Caricetum pseudocyperi) – zespół roślinności szuwarowej budowany głównie przez szalej jadowity i turzycę nibyciborowatą. Należy do związku Magnocaricion.

## Charakterystyka
Jest drobnopłatowym, bogatym florystycznie zbiorowiskiem zajmującym różne miejsca w pasie szuwarów. W małych, zabagnionych zbiornikach (np. torfiankach) może sąsiadować z otwartą wodą, najczęściej w zewnętrznym pasie szuwarów turzycowych, czasem między roślinnością wysokoszuwarową. Głębokość wody jest różna i zmienna, rzadko powyżej 20–30 cm. Odczyn wody od kwaśnego do zasadowego (pH 5,5–8,5). Siedlisko jest żyzne – eutroficzne, rzadziej mezotroficzne lub humotroficzne. Ma podłoże organiczne (torfowisko niskie) lub mineralno-organiczne – nierzadko przesycone wodą trzęsawisko, na którym system kłączowo-korzeniowy wraz z ryzosferą tworzą pło. W pierwszym pasie zbiorowisk szuwarowych występuje domieszka roślin wysokoszuwarowych i brak torfowiskowych. Bliżej lądu więcej jest mchów.
W sukcesji ekologicznej zespół wypierany jest przez turzycowiska lub mszary. Produkuje stosunkowo niedużo biomasy i odgrywa nieznaczną rolę w lądowaceniu zbiorników wodnych.
Występowanie
W całej Polsce z wyjątkiem gór.
Charakterystyczna kombinacja gatunków
ChAss. : turzyca nibyciborowata (Carex pseudocyperus), szalej jadowity (Cicuta virosa).
ChAll. : turzyca błotna (Carex acutiformis), turzyca tunikowa (Carex appropinquata), turzyca Buxbauma (Carex buxbaumii), turzyca dwustronna (Carex disticha), turzyca zaostrzona (Carex acuta), turzyca sztywna (Carex elata), turzyca prosowa (Carex paniculata), turzyca nibyciborowata (Carex pseudocyperus), turzyca brzegowa (Carex riparia), turzyca dzióbkowata (Carex rostrata), turzyca pęcherzykowata (Carex vesicaria), turzyca lisia (Carex vulpina), szalej jadowity (Cicuta virosa), kłoć wiechowata (Cladium mariscus), przytulia błotna (Galium palustre), kosaciec żółty (Iris pseudacorus), tojeść bukietowa (Lysimachia thyrsiflora), kropidło piszczałkowate (Oenanthe fistulosa), gorysz błotny (Peucedanum palustre), mozga trzcinowata (Phalaris arundinacea), wiechlina błotna (Poa palustris), jaskier wielki (Ranunculus lingua), tarczyca pospolita (Scutellaria galericulata).
ChCl. : żabieniec babka wodna (Alisma plantago-aquatica), ponikło błotne (Eleocharis palustris), skrzyp bagienny (Equisetum fluviatile), manna mielec (Glyceria maxima), trzcina pospolita (Phragmites australis), szczaw lancetowaty (Rumex hydrolapathum), oczeret Tabernemontana (Schoenoplectus tabernaemontani), marek szerokolistny (Sium latifolium), pałka szerokolistna (Typha latifolia).
Typowe gatunki
Charakterystyczna kombinacja gatunków zbiorowiska ma znaczenie dla diagnostyki syntaksonomicznej, jednak nie wszystkie na nią się składające gatunki występują często. Dominantami są turzyca nibyciborowata i szalej jadowity. Rzadziej dominantem jest czermień błotna (Calla palustris), przy czym zaliczanie płatów z jej dominacją do tego zespołu bywa kwestionowane, gdyż często zajmują one siedliska typowe dla młak z klasy Scheuchzerio-Caricetea, a czasem nawet olsów. Inne częściej występujące gatunki to: przytulia błotna, karbieniec pospolity, trzcina pospolita, szczaw lancetowaty, tojeść bukietowa, skrzyp bagienny, psianka słodkogórz, krwawnica pospolita, rzęsa drobna, wierzbownica błotna.